# Francesco Pigliaru
Francesco Pigliaru, né le 13 mai 1954 à Sassari, est un économiste et un homme politique italien, membre du Parti démocrate. Il est président de la région de Sardaigne de 2014 à 2019.

## Biographie
Fils du philosophe et juriste Antonio Pigliaru, il est professeur en économie politique à l'université de Cagliari, dont il devient doyen et pro-recteur en novembre 2009.
Il est désigné comme candidat du centre-gauche après le retrait de Francesca Barracciu, pour les élections régionales en Sardaigne de 2014 face au président sortant Ugo Cappellacci de Forza Italia. Le 16 février, sa coalition de centre-gauche composée du Parti démocrate, de Gauche, écologie et liberté, du Parti des Sardes, des Rossomori, du Centre démocrate, du Parti socialiste italien, de Refondation communiste, de l'Italie des valeurs et des Verts, ainsi que d'iRS, remporte 312 982 voix et 36 conseillers régionaux sur 60. Il devient président de la région le 12 mars suivant.